# Państwowa Szkoła Muzyczna I i II st. im. Karola i Antoniego Szafranków w Rybniku
Państwowa Szkoła Muzyczna im. Karola i Antoniego Szafranków w Rybniku – szkoła muzyczna I i II stopnia w Rybniku kształcąca w trybie popołudniowym. Założona w 1933 przez Karola i Antoniego Szafranków, jest jedną z najstarszych szkół artystycznych na Śląsku. Szkoła należy do podmiotów podlegających lub nadzorowanych przez Ministerstwo Kultury, Dziedzictwa Narodowego i Sportu.

## Historia
Szkoła rozpoczęła swoją działalność 1 września 1933 r. Jej założycielom, Karolowi i Antoniemu Szafrankom, absolwentom szkół i konserwatoriów muzycznych m.in. w Poznaniu i Berlinie, udało się zgromadzić nadzwyczajne, jak na tamte czasy, grono nauczycieli, oraz rzadką wówczas aparaturę nagrywającą. Wśród pierwszych pedagogów znaleźli się muzycy o najwyższych kwalifikacjach: Józefa Bula (muzykolog, absolwent Uniwersytetu Jagiellońskiego), Józef Salacz (absolwent praskiego Konserwatorium, skrzypek WOSPR), Konstanty Borzyk (wiolonczelista, również członek WOSPR), Czesław Przystaś (teoretyk muzyki, wykładowca PWSM w Katowicach). Rozwój szkoły przerwała wojna, gdy Niemcy skonfiskowali majątek szkoły, a założycielom zakazano działalności pedagogicznej.
Powtórne otwarcie szkoły nastąpiło już w 1945 r., a w rok później na dawne stanowiska powrócili bracia Szafrankowie. W 1948 r. ich uczniowie wystąpili na koncercie w Filharmonii Śląskiej. W 1952 szkoła została upaństwowiona, otrzymała także budynek przy ul. Piecka (obecnie Piłsudskiego) 33, który zajmowała do 2003 r.
13 października 2003 r. przeniosła swą działalność do gmachu dawnego szpitala. Remont połączony z adaptacją budynku przy ul. Powstańców Śląskich 27 na potrzeby szkoły muzycznej trwał od lutego 2001 do września 2003. Jego koszt wyniósł dwanaście milionów złotych. Obecnie placówka dysponuje powierzchnią 4525 metrów kwadratowych, ponad pięćdziesięcioma salami dydaktycznymi, salą koncertową oraz salą kameralną. Obiekt jest przystosowany do potrzeb osób niepełnosprawnych poprzez specjalną platformę oraz dwie windy.

## Znani absolwenci
- Henryk Mikołaj Górecki, kompozytor, dr h.c. mult., prof. Akademii Muzycznej w Katowicach (Rektor w latach 1975–1979)
- Jan Wincenty Hawel, dyrygent i kompozytor, prof. Akademii Muzycznej w Katowicach (Rektor w latach 1981–1987, 1990-1996)
- Piotr Paleczny, pianista, prof. Uniwersytetu Muzycznego w Warszawie
- Jan Szyrocki, dyrygent chóralny, prof. Akademii Muzycznej w Poznaniu
- Czesław Freund, dyrygent chóralny, prof. Akademii Muzycznej w Katowicach
- Bogdan Gola, dyrygent, prof. Uniwersytetu Muzycznego w Warszawie
- Wiesław Szlachta, pianista i pedagog, prof. Chapelle Musicale Reine Elisabeth w Brukseli
- Jacek Glenc, kompozytor, prof. Akademii Muzycznej w Katowicach (Prorektor od 2016)
- Maria Warchoł-Sobiesiak, pianistka, prof. Uniwersytetu Śląskiego
- Jacek Niedziela, kontrabasista jazzowy, prof. Akademii Muzycznej we Wrocławiu
- Wojciech Niedziela, pianista jazzowy, prof. Akademii Muzycznej w Katowicach
- Adam Makowicz, pianista jazzowy
- Lothar Dziwoki, muzyk jazzowy
- Grzegorz Mielimąka, dyrygent
- Jacek Zganiacz, pianista
- Paweł Kapuła, dyrygent
- Jacek Pala, raper

Ze szkołą była także związana Lidia Grychtołówna, pianistka i profesor Uniwersytetu Jana Gutenberga w Moguncji.